# Boletina lundstroemi
Boletina lundstroemi är en tvåvingeart som beskrevs av Landrock 1912. Boletina lundstroemi ingår i släktet Boletina, och familjen svampmyggor. Arten är reproducerande i Sverige.